# Sigismund von Förster
Pour les articles homonymes, voir Förster.
Sigismund von Förster (né le 24 février 1856 à Sangerhausen et mort le 11 août 1934 à Brandebourg-sur-la-Havel) est un général d'infanterie prussien.

## Biographie
Issu du corps des cadets, Förster est affecté le 23 avril 1874 comme sous-lieutenant dans la 2e inspection du génie de l'armée prussienne. Dès le 2 mai 1874, il est transféré au 4e bataillon de pionniers magdebourgeois. À partir d'octobre 1875, Förster suit pendant deux ans les cours de l'école combinée d'artillerie et du génie et en 1877 rejoint le régiment des chemins de fer à Berlin. De 1881 à 1883, il étudie à l'Université technique de Berlin, en 1888, il devient capitaine et commandant de compagnie dans le 11e bataillon du génie hessois à Mayence. Son fils Sigismund est né le 23 juin 1887. De 1890 à 1893, il appartient au département des dirigeables à Berlin. Il devient ensuite commandant de compagnie au 138e régiment d'infanterie à Strasbourg. Promu major en 1897, il prend la tête d'un bataillon du régiment un an plus tard. Le 17 décembre 1898, il est transféré à Prenzlau, où il prend le commandement du 1er bataillon du 64e régiment d'infanterie.
Le 9 juillet 1900, à l'occasion de la répression de la révolte des Boxers, Förster s'engage dans le Corps expéditionnaire d'Asie de l'Est. En tant que commandant du 2e bataillon du 2e régiment d'infanterie est-asiatique, il participe aux combats en Chine et est décoré de l'ordre Pour le Mérite pour avoir pris d'assaut de la "Forteresse des Boxers" Tse King Kuan le 28 mai 1901.
Après son retour en Empire allemand, il est d'abord agrégé au 5e régiment à pied de la Garde (de) le 2 octobre 1901 et nommé commandant du 1er bataillon avec effet au 1er avril 1902, qu'il commande jusqu'au 26 janvier 1904. Il est ensuite transféré à l'état-major du 8e régiment de grenadiers. Pendant la guerre russo-japonaise en 1904/05, il est commandé en tant qu'observateur militaire auprès de l'armée japonaise en 1904/05. Le 18 août 1906, il est chargé de commander le 48e régiment d'infanterie (pl) et le nomme commandant du régiment à Custrin, avec promotion au grade de colonel. En 1910, il est promu général de division avec une mutation au commandement de la 68e brigade d'Infanterie à Metz. En 1913, il est promu lieutenant général et nommé commandant de la 6e division d'infanterie dans le Brandebourg. Le 3 février 1914, il est mis à disposition avec la pension légale. En hommage à ses longues années de service, l'empereur Guillaume II lui décerne peu après l'étoile de l'ordre de l'Aigle rouge de 2e classe avec feuilles de chêne.
Avec le déclenchement de la Première Guerre mondiale, Förster est réactivé et reçoit le commandement de la 1re division de réserve. Avec cette dernière, il conquit la ville polonaise de Przasnysz le 24 février 1915 lors de la bataille de Przasnysz. Le 23 septembre 1915, il devient commandant de la 77e division de réserve (de). Il réside avec son personnel au château de Lautzensee. Le 17 mai 1917, sa disposition de mobilisation - avec attribution du caractère de général d'infanterie - est annulée.
Förster décède le 11 août 1934 à Brandebourg-sur-la-Havel et est ensuite enterré dans l'ancien cimetière Saint-Matthieu (champ R) à Berlin.

## Distinctions
- Commandeur de l'ordre de la Couronne (Roumanie)